# Jardín Botánico de la Universidad de Tel Aviv
El Jardín Botánico de la Universidad de Tel Aviv (en hebreo: הגן הבוטני של אוניברסיטת תל אביב) es un jardín botánico de unos 3 dúnames de extensión, que depende administrativamente de la Universidad de Tel Aviv (TAU) en Israel. 
El código de identificación del Jardín Botánico de la Universidad de Tel Aviv como  miembro del "Botanic Gardens Conservation Internacional" (BGCI), así como las siglas de su herbario es TELA.

## Localización
Botanic Garden of Tel Aviv University Ramat Aviv, Tel Aviv 69978, Israel.
Planos y vistas satelitales.32°3′19.4394″N 34°45′34.2″E / 32.055399833, 34.759500
- Promedio anual de lluvias: 566 mm
- Altitud: 35.00 metros

## Historia
Fue fundado en 1971, un tiempo después de la creación de la Universidad de Tel Aviv.

## Colecciones
Contiene 4419 Accesiones de plantas vivas y 2448 taxones en cultivo. Las plantas que alberga se muestran agrupadas en diversos jardines temáticos y colecciones:

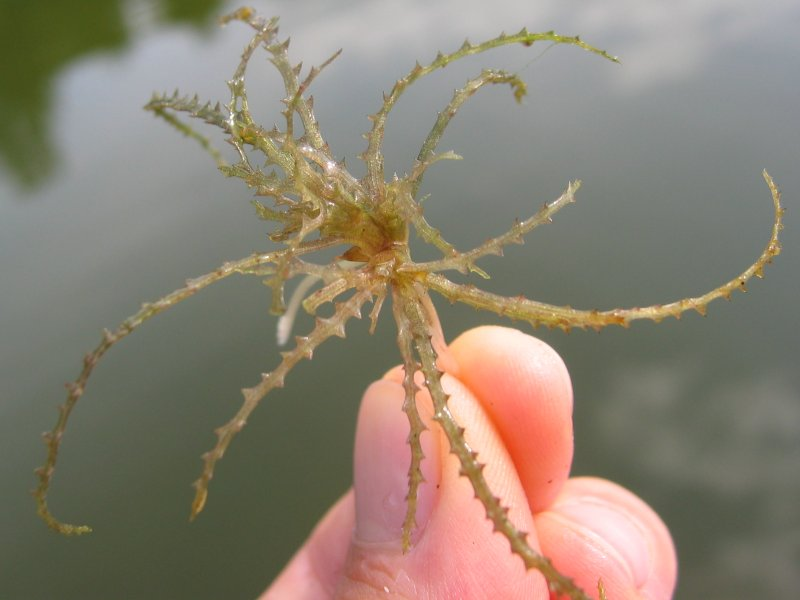
Najas marina especie en peligro de extinción en Israel.

- El jardín ecológico de Noah Naftulsky nos muestra las especies dominantes que se encuentran en las cinco regiones fitogeográficas de Israel: el mediterráneo; el desierto sahara-arábico; la estepa iraní; el Sudán tropical; y la zona euro-siberiana.
- Jardín de las plantas de interés económico y medicinal
- Las especies en peligro de extinción de Israel, Cyperus papyrus, Ludwigia stolonifera, Scirpus littoralis y Najas marina.
- Plantas acuáticas, Nymphaea caerulea, Nymphaea alba,
- Jardín de los sentidos para ciegos,
- Jardín de Daphna Carasso de plantas tropicales una de las mayores colecciones de Israel de este tipo, con plantas de la selva tropical del Amazonas y de las selvas de África y del Asia suroriental. Con numerosas orquídeas, helechos, plantas carnívoras, plantas de café, vainilla, cacao . . se desarrollan en un ambiente cuidadosamente controlado que imita las condiciones de las zonas tropicales.

## Actividades
Tiene numerosas actividades educativas para escolares y estudiantes de grado superior.
- Programas de Conservación en el jardín botánico,
- Programas de Plantas Medicinales,
- Programas de Conservación Ex-Situ,
- Programas de Reintroducción,

Dentro de su ámbito se encuentra el Sarah Racine Root Laboratory ( laboratorio de investigación de las raíces, Sarah Racine ), diseñado especialmente para estudiar la estructura, la fisiología y las reacciones a varios efectos de las raíces y de los sistemas radiculares de las plantas.